# Małgorzata Bundzewicz
Małgorzata Bundzewicz (ur. 20 grudnia 1951 w Krakowie) – prawnik, artysta malarz, scenograf, artterapeuta.

## Życiorys
Studiowała na Wydziale Prawa Uniwersytetu Jagiellońskiego (dyplom magistra praw obroniła w 1976) oraz na Wydziale Malarstwa Akademii Sztuk Pięknych w Krakowie (dyplom magistra sztuk obroniła w 1980). Ukończyła również Podyplomowe Studium Scenografii Filmowej, Teatralnej i Telewizyjnej ASP w Krakowie.
Od 1989 roku prowadzi zajęcia z zakresu terapii poprzez Sztukę w Klinice Psychiatrii Dorosłych Collegium Medicum Uniwersytetu Jagiellońskiego.
Założyła i prowadzi Galerię Miodowa, gdzie wystawia prace artystów profesjonalnych i twórców po kryzysach psychicznych związanych z Pracownią Miodowa. W latach 1993–1996 była Członkiem Zarządu Okręgu ZPAP w Krakowie. Od 1990 do l996 redagowała jako Redaktor Naczelny biuletyn Informacyjny ZO ZPAP "Głos Plastyków". Od 1997 pełni funkcję wiceprzewodniczącej Sądu Koleżeńskiego ZO ZPAP w Krakowie.
Otrzymała złotą odznakę ZPAP, wyróżnienie Pro Publico Bono (Stowarzyszenie na Rzecz Rozwoju Psychiatrii i Opieki Środowiskowej).
W latach 1992, 1997 i 1998 została stypendystką Ministra Kultury i Sztuki.
Uprawia twórczość w zakresie malarstwa, rysunku i scenografii. Zorganizowała około 20 wystaw indywidualnych malarstwa i rysunku w Polsce, w Norwegii, w Niemczech, Stanach Zjednoczonych i Holandii.
Brała udział w około 50 wystawach zbiorowych. Kuratorka wystaw artystycznych w ramach programu Schizofrenia – otwórzcie drzwi w Pałacu Sztuki w Krakowie. Napisała około 20 scenografii do spektakli teatralnych, telewizyjnych i filmów. Odbyła liczne podróże artystyczne połączone z wystawami w Norwegii, w Ameryce, we Włoszech, w Holandii i Niemczech. Jej prace należą do zbiorów Muzeum Narodowego w Gdańsku, Muzeum Sztuki Nowoczesnej w Niemczech oraz do kolekcji prywatnych w Polsce i za granicą.
W 2006 aktywnie włączyła się w ratowanie Złotej Polany (Wola Justowska) przed wykupieniem jej terenów przez dewelopera, który planował wybudowanie w tym miejscu mieszkań. Jako artterapeutka angażuje się w pomoc osobom chorym na schizofrenię.